# 2005
| 2005                                                                     |
| ------------------------------------------------------------------------ |
| Dødsfald - Fødsler                                                       |
| • Begivenheder • Film • Litteratur • Musik • Politik • Sport • Videnskab |

| Gregoriansk kalender | 2005 MMV                |
| Ab urbe condita      | 2758                    |
| Armensk kalender     | 1454 ԹՎ ՌՆԾԴ            |
| Kinesiske kalender   | 4701 – 4702 甲申 – 乙酉 |
| Etiopisk kalender    | 1997 – 1998             |
| Jødisk kalender      | 5765 – 5766             |
| Hindukalendere       |                         |
| - Vikram Samvat      | 2060 – 2061             |
| - Shaka Samvat       | 1927 – 1928             |
| - Kali Yuga          | 5106 – 5107             |
| Iransk kalender      | 1383 – 1384             |
| Islamisk kalender    | 1426 – 1427             |

2005 (MMV) begyndte året på en lørdag.
Regerende dronning i Danmark: Margrethe 2. 1972-2024
Se også 2005 (tal)

## Begivenheder
Se Aktuelle begivenheder.

### Januar
- 1. januar – Danmark, Argentina, Grækenland, Tanzania og Japan indtræder i FN's Sikkerhedsråd for en toårig periode. De afløser dermed landene Angola, Chile, Tyskland, Pakistan og Spanien.
- 1. januar – Fremover skal betales et dankortgebyr på 50 øre pr. transaktion. Det fjernes dog igen to måneder efter.
- 5. januar – 10 dage efter flodbølgen i det Indiske Ocean er der endnu ikke overblik over katastrofens omfang. Det anslås at omkring 150.000 mennesker har mistet livet! En gigantisk nødhjælpsaktion er i gang, og der er doneret omkring 10 mia. kroner til arbejdet.
- 5. januar – Danmarkshistoriens største gevinst på 32.401.734 kroner falder til en enkelt spiller i Onsdags Lotto. Den hidtidige rekord fra 2001 var på 22,1 mio. kroner.
- 6. januar – Ugebladet "Se & Hør" tilbagekalder ugens nummer efter massive protester fra forhandlerne over forsiden, som svælger i lemlæstede lig fra katastrofen i Sydøstasien 2. juledag.
- 8. januar – Storm af orkanstyrke rammer hele landet og lammer fly-, færge- og togdrift. Alle broer mellem landsdelene må lukkes, tusinder af hjem er uden strøm, og hundreder må evakueres ved oversvømmelser fra Limfjorden. Fire mennesker bliver dræbt.
- 8. januar – De københavnske S-tog bliver røgfri.
- 9. januar – Mahmoud Abbas valgt som Yasser Arafats efterfølger, som præsident for det Palæstinensiske selvstyre.
- 10. januar – Danmark får ny varmerekord for januar med 12,4° målt i Sønderborg.
- 11. januar – Næsehornet Inger i Givskud Zoo nedkommer med en pige på 60 kg. Det er første gang siden 1982, der bliver født et næsehorn i Danmark.
- 14. januar – Rumsonden Huygens lander på Saturns største måne Titan
- 14. januar – Planeten Saturn står nu diametralt modsat Solen, i såkaldt opposition. Afstanden mellem Saturn og Jorden nu kun godt 1,2 mia. km – den korteste afstand på Saturns bane.
- 15. januar – Officiel åbning af Operaen på Holmen i København.
- 16. januar – 67-årige rumænske Adriana Iliescu bliver den ældste fødende kvinde i verden, da hun nedkommer med tvillingepiger. Kun den ene overlever.
- 18. januar – Anders Fogh Rasmussen udskriver folketingsvalg til afholdelse 8. februar.
- 20. januar – George W. Bush genindsættes som den 43. præsident af USA, efter at have vundet præsidentvalget af 2004.

- 26. januar – Operahuset i København har premiere på sin første opera: Aida – og hermed åbnes det nye operahus for alvor.
- 30. januar – Stor tilslutning til parlamentsvalget i Irak, der er blevet afviklet med færre blodudgydelser end frygtet. Favorit til premierministerposten er Iyad Allawi, der også nu er leder af overgangsregeringen. Stemmeprocenten var næsten oppe på 60.
- 30. januar – Vatikanstatens overhoved, pave Johannes Paul II, bliver indlagt med alvorlige lungeproblemer. Samtidig lider han af Parkinsons syge. Johannes Paul II er 84 år gammel.

### Februar
- 8. februar – Venstre og Anders Fogh Rasmussen genvinder statsministerposten ved folketingsvalget selvom partiet mister fire mandater, da såvel De Konservative og Dansk Folkeparti øger deres mandattal.
- Mogens Lykketoft meddeler, at han trækker sig som formand for Socialdemokratiet efter det skuffende folketingsvalg, hvor partiet mister fem mandater.
- 9. februar – Den baskiske terrorgruppe ETA bringer en bilbombe til sprængning uden for et kongrescenter i Madrid. 31 personer såres.
- 9. februar – Holger K. Nielsen meddeler, at han trækker sig som Socialistisk Folkepartis formand ved partiets landsmøde til april.
- 10. februar – Helle Thorning-Schmidt melder sig som formandskandidat hos Socialdemokraterne.
- 10. februar – Nordkorea meddeler at de har skaffet sig atomvåben.
- 10. februar – Den britiske tronfølger prins Charles og Camilla Parker Bowles meddeler, at de er blevet enige om at blive gift.
- 11. februar – 92 personer tiltales for at have modtaget eller betalt bestikkelse i en korruptionssag ved Systembolaget i Sverige.
- 11. februar – Skuespilforfatteren Arthur Miller dør i en alder af 89 år.
- 11. februar – Frank Jensen melder sig som formandskandidat hos Socialdemokraterne.
- 11. februar – Den 42-årige dansker Kim Poulsen idømmes 16 års fængsel – i Norge – for drabet på Gunn Merete Lode i den norske by Bryne i 2001.
- 11. februar – Shadikor-dæmningen nær kystbyen Pasni i Pakistan bryder sammen og mindst 43 mennesker mister livet.
- 12. februar – Snestorm i Danmark i tre døgn.
- 13. februar – Vinter i Danmark. Hele landet begravet i sne.
- 13. februar – Valget i Irak er en sejr for den shiamuslimske alliance, der får 47,6 % af stemmerne. 58 % af de stemmeberettigede stemmer ved valget.
- 13. februar – Albert Einsteins relativitetsteori har 100 års jubilæum.
- 13. februar – Villy Søvndal meddeler at han stiller op til formandsvalget i SF
- 14. februar – Libanons tidligere premierminister Rafik al-Hariri dræbes af en bilbombe.
- 16. februar – Kyoto protokollen, FN's klimaaftale er, syv år efter underskrivelsen trådt i kraft. Hensigten er at begrænse den menneskeskabte drivhuseffekt. Det betyder, at de fleste af verdens lande (stadig minus verdens største forurener, USA), forpligter sig til at udlede færre drivhusgasser.
- 16. februar – Familie- og forbrugerminister Henriette Kjær fra det Konservative Folkeparti meddeler på et pressemøde, at hun trækker sig fra ministerposten, efter afsløring af omfattende rod i privatøkonomien og to domme som dårlig betaler.
- 17. februar – Den franske finansminister Hervé Gaymard må forlade sin bolig, da han er afsløret i boligfrås. Den månedlige leje, betalt af skatteborgerne, lyder på 14.000 euro (105.000 kr.) – om måneden.
- 18. februar – Biblen er oversat til yderligere 8 sprog. Den er den af verdens bøger, der er oversat til flest sprog.
- 18. februar – To personer med forbindelse til ETA er anholdt, mistanken går mod attentatforsøg på prominente offentlige spanske personer.
- 18. februar – Mads Øvlisen – bestyrelsesformanden – forlader Novo Nordisk. Udtrædelsen effektueres dog først ved generalforsamlingen i 2006.
- 18. februar – En lang række franske fodboldklubber ransages af inspektører fra det franske finansministeriums konkurrence– og bedrageriafdelingen, der mistænker dem for svindel ved tv- og reklameaftaler for milliarder af kroner.
- 18. februar – Et amerikansk forskningshold præsenterer en undersøgelse, der viser, at verdens have i gennemsnit er blevet omkring en halv grad varmere ved overfladen i de sidste årtier. Deres undersøgelse viser at drivhusgasserne er med til at ændre klimaet på jorden.
- 19. februar – Verdens befolkning runder 6.500.000.000 (6,5 milliard) mennesker
- 19. februar – Kommunerne og KTO er enige om en ny overenskomst for 570.000 ansatte i kommunerne og amterne.
- 18. februar – Statsminister Anders Fogh Rasmussen præsenterer sin nye regering på Amalienborg Slotsplads. Nye i regeringen bliver Lars Barfoed, der bliver familie- og forbrugerminister; Rikke Hvilshøj, der bliver ny integrationsminister. Bertel Haarder bliver ny undervisningsminister og kirkeminister; Ulla Tørnæs bliver ny udviklingsminister. Ud af regeringen træder Tove Fergo og Henriette Kjær.
- 20. februar – Spanien bliver det første land, hvor der stemmes om EU's forfatningstraktat. Resultatet bliver "ja", men med kun 42% stemmedeltagelse
- 20. februar – En dyrepasser i Schönbrunns Zoologisk Have i Wien i Østrig omkommer efter at en elefant gennemborer ham med sine stødtænder.
- 20. februar – CDU er en overraskende vinder af delstatsvalget i Slesvig-Holsten. Sejren ser dog ikke ud til at være nok til at overtage magten. Sydslesvigsk Vælgerforening ser ud til at blive tungen på vægtskålen.
- 20. februar – Lederen af FN's Flygtningehøjkommissariat UNHCR, Ruud Lubbers, træder tilbage efter års beskyldninger om sexchikane.
- 20. februar – Israels regering har med stort flertal vedtaget Ariel Sharons plan om tilbagetrækning fra Gazastriben
- 20. februar – Danmarks samhandel med Kina viser ifølge tal fra Danmarks Statistik eksplosiv vækst. Importen er fordoblet på 5 år, og eksporten stiger med 21% årligt.
- 20. februar – Valgstederne i Spanien til afstemningen om den nye EU-forfatning åbner.
- 20. februar – En brand på Nørrebro koster en kvinde livet og 25 må evakueres.
- 21. februar – Israel løslader 500 palæstinensere for at bane vej for fredsforhandlinger.
- 21. februar – USA's præsident, George W. Bush indleder en rundrejse i Europa i Bruxelles, Belgien.
- 22. februar – 20.415 stemmer fra Folketingsvalget i Røddingkredsen i Sønderjylland skal tælles igen, fordi fintællingen skete på valgnatten og ikke dagen efter som loven kræver. Fintællingen kan få betydning for to socialdemokratiske kandidater.
- 22. februar – Trafikministeriet indvilger i at betale en erstatning på 45,6 mio. kr. til det britiske transportfirma Arriva på grund af manglende billetindtægter.
- 22. februar – Pia Olsen stiller op som formandskandidat i SF.
- 23. februar – FN advarer om risikoen for en verdensomspændende epidemi af fugleinfluenza. Indtil nu har sygdommen dræbt 45 i Asien, men der er frygt for at den kan mutere, så den kan spredes blandt mennesker (DR).

- 24. februar – Pave Johannes Paul 2. er igen indlagt med influenza
- 24. februar – USA's præsident, George W. Bush mødes med Ruslands præsident Vladimir Putin i Slovakiet, hvor Bush også holder sin eneste offentlig tale på sin rundrejse.
- 24. februar – Statsminister Anders Fogh Rasmussen holder den nye regerings åbningstale i Folketinget
- 25. februar – En selvmordsbombe i Tel Aviv truer den spinkle fredsproces; Mindst 4 mennesker blev dræbt, og adskillige såret. Der er tvivl om hvem der står bag, og de Palæstinensiske myndigheder tager afstand fra angrebet.
- 25. februar – Det lykkes erhvervsminister Bendt Bendtsen at presse en aftale om dankortgebyret igennem. Gebyret på 50 øre bortfalder 1. marts og regningen deles mellem bankerne og butikkerne.
- 26. februar – Egyptens præsident Hosni Mubarak bebuder en forfatningsændring, der skal medføre frie, hemmelige præsidentvalg i landet.
- 26. februar – Grundlæggeren af menneskeretsorganisationen Amnesty International, den britiske advokat Peter Benenson, er død 83 år gammel
- 26. februar – Beskyldninger mod slagterikoncernen Danish Crown for at bruge underbetalte og dårligt behandlede arbejdere fra Polen på sine slagterier i Tyskland. Oplysningerne stammer fra den tyske tv-station ZDF og de tyske levnedsmiddelarbejderes fagforbund, NGG; Danish Crown afviser anklagen, men iværksætter en undersøgelse.
- 28. februar – Udviklingsminister Ulla Tørnæs' mand, Jørgen Tørnæs, sigtes af politiet i Holstebro for overtrædelse af lovgivningen omkring arbejdstilladelser. I en artikel den 27. februar, anklager Ekstra Bladet Ulla Tørnæs for at være medvidende om forholdene. Hun afviser dog dette med henvisning til at hun hverken er medejer eller involveret i mandens svinebedrift
- 28. februar – Folkeafstemning i Danmark, om EU's forfatningstraktat afholdes 27. september
- 28. februar – Libanons premierminister, Omar Karami træder tilbage, efter stor folkelig uro, oven på drabet af den tidligere premierminister Rafik al-Hariri 14. februar. Syrien, der beskyldes for at stå bag drabet, er under pres for at trække sine tropper ud af landet.

### Marts
- 1. marts – Syrien bebuder at de vil trække deres tropper ud af Libanon i løbet af de næste par måneder.
- 1. marts – Frank Jensen meddeler, at han ikke vil stille op til Folketinget ved næste valg, hvis han taber formandsvalget i Socialdemokratiet.
- 2. marts – Uddrag fra: Nyt dyr i den kosmiske zoo? Arkiveret 6. april 2005 hos  Wayback Machine: Som situationen er nu, er radiopulserne GCRT J1745-3009 [30. september-1. oktober 2002] altså et regelret mysterium. (NRAO: Astronomers Detect Powerful Bursting Radio Source: Discovery Points to New Class of Astronomical Objects Arkiveret 18. august 2016 hos  Wayback Machine, Figure 3 0.33 GHz radio image of the transient source Arkiveret 12. april 2005 hos  Wayback Machine, artikel: A powerful bursting radio source towards the Galactic Center (pdf), flere søgefund)
- 3. marts – Et skib, M/V Karen Danielsen på 3500 tons, er sejlet ind i Storebæltsbroen. Broen er lukket for trafik og skibet er kilet fast under lavbroen. Der meldes om en tilskadekommen og en savnet fra skibet.
- 3. marts – Politisk forlig om kommunesammenlægningerne mellem regeringen, Dansk Folkeparti, Socialdemokraterne og De Radikale. Sammenlægninger reducerer antallet af kommuner til 99 storkommuner. Resterende uenigheder om grænserne skal afgøres ved 18 lokale folkeafstemninger.
- 4. marts – Koldeste marts-nat i 18 år. Der måltes -20,2 °C i Tune ved Roskilde[1].
- 7. marts – Efter at have varslet det i regeringsgrundlaget (og efter to sager om ministres privatøkonomi) offentliggør regeringen en oversigt over ministrenes økonomiske interesser. Connie Hedegaards mand vil dog af principielle grunde ikke offentliggøre sine forhold.
- 7. marts – EU's direktiv om softwarepatenter er blevet godkendt af landenes erhvervsministre. Erhvervsminister Bendt Bendtsen (K) kritiseres for ikke at efterleve en folketingsbeslutning, udenom regeringen, om at gå imod forslaget.
- 7. marts – Styrmanden på fragtskibet Karen Danielsen, der sejlede ind i Storebæltsbroen i torsdags, var spirituspåvirket, med en promille på 1,55; Styrmanden mistede livet ved ulykken.
- 10. marts – Omar Karami genindsat som premierminister i Libanon 10 dage efter at han blev presset til at trække sig tilbage. – Samtidig er de syriske tropper ved at trække sig ud af hovedstaden Beirut, men nogen egentlig aftale om fuld tilbagetrækning er der ikke indgået.
- 11. marts – Danmarks Radio får ny generaldirektør, Kenneth Plummer, som kommer fra fra en stilling som adm. direktør på Nordisk Film. Han er medlem af VL-gruppe 68.
- 12. marts – Det danske mindretals parti Sydslesvigsk Vælgerforening, SSW, har på et ekstraordinært landsmøde besluttet at støtte en mindretalsregering bestående af Socialdemokratiet og De Grønne, i Slesvig-Holstens delstatsregering i Kiel. Det sker på trods af et voldsomt pres og direkte trusler om ikke at bruge sin indflydelse efter valget, hvor de kristelige demokrater CDU havde størst fremgang.
- 14. marts – Efter flere dage med pro-syriske demonstrationer i Libanons hovedstad Beirut, finder den hidtil største demonstration mod nabolandet Syrien sted. Det er samtidigt månedsdagen for drabet på tidligere premierminister Rafik al-Hariri .
- 14. marts – Kina vedtager en lov der tillader brug af magt hvis Taiwan formelt løsriver sig.
- 15. marts – Italiens premierminister Silvio Berlusconi vil begynde en gradvis tilbagetrækning af italienske soldater i Irak fra september. Det sker efter et stærkt folkeligt pres, efter at amerikanerne dræbte en italiensk agent under en befrielsesaktion af et italiensk gidsel.
- 15. marts – Kosovos præsident Ibrahim Rugova slap uskadt fra en bombeeksplosion tæt på hans bil, i hovedstaden Pristina. Der er stigende spænding i provinsen, hvor man om få måneder skal forhandle om, hvorvidt Kosovo skal være selvstændigt, eller forblive en provins i Serbien.
- 16. marts – I Darfur-regionen i Sudan, hvor landets regering har givet Janjaweed-militsen frie hænder til at fordrive områdets hovedsageligt sorte indbyggere, anslås det at mere end 180.000 har mistet livet i de sidste halvandet år — det er mere end 2½ gang det tidligere anslåede.
- 17. marts – Statsminister Anders Fogh Rasmussen er på et lynvisit i Irak, hvor han slår fast, at der ikke er aktuelle planer om at trække de danske styrker ud af landet.
- 18. marts – Silvio Berlusconi trækker i land, omkring tilbagetrækningen fra Irak – Det var et ønske, ikke en beslutning, siger han.
- 21. marts – Oppositionen i den tidligere sovjetrepublik Kirgisistan kræver præsidentens afgang.
- 21. marts – Bahá'í nytårsdag, år 162BE
- 23. marts – Prins Joachim og prinsesse Alexandra indgiver formelt ansøgning om skilsmisse
- 23. marts – Mindst 14 mennesker omkommet og mange kvæstede, ved en eksplosion på et de største olieraffinaderier i Texas, USA.
- 24. marts – Regeringsbygningen i Kirgisistans hovedstad Bisjkek stormet af op mod 7.000 demonstranter, der har taget kontrollen med bygningen, der også huser den omstridte præsident.
  - Aften – Præsidenten er enten flygtet eller gået under jorden, og parlamentet har nu udpeget en fungerende præsident
- 25. marts – FN's generalforsamling har besluttet at sende 11.000 fredsbevarende FN-soldater til det sydlige Sudan for at sikre den fredsaftale, der blev underskrevet i januar i år.
- 31. marts – Den kontroversielle amerikanske viceforsvarsminister, Paul Wolfowitz vælges som ny chef for Verdensbanken.
- 31. marts – 2004 gav rekordoverskud på 18,4 mia. kr. efter skat i Mærsk/A.P. Møller.
- 31. marts – Præsidentvalget i Zimbabwe forløber fredeligt, men kritiseres for uregelmæssigheder.
- 31. marts – For første gang tager en gruppe Hutuer afstand fra folkedrabet i Rwanda i 1994

### April
- 2. april – H.C. Andersens 200 års fødselsdag fejres med talrige arrangementer.
- 2. april – Pave Johannes Paul 2. dør efter flere års udmattende sygdom.
- 5. april – Storbritanniens premierminister Tony Blair har udskrevet valg til parlamentet, til afholdelse den 5. maj
- 5. april – Mindst 3.797 blev henrettet i 25 lande og mindst 7.395 blev idømt dødsstraf i løbet af 2004, ifølge officielle tal, men Amnesty International der har offentliggjort dem, anser det reelle tal for flere gange større. Kina står for langt det største antal henrettelser
- 6. april – Det irakiske parlament er endelig blevet enig om en præsident. Det blev en tidligere kurdisk oprørsleder, Jalal Talabani, der blev valgt af et stort flertal i parlamentet.
- 8. april – Pave Johannes Paul 2. begraves i Peterskirken i Rom under overværelse af skønsmæssigt 2 til 3 millioner tilrejsende.
- 8. april – Statens salg af TV 2 er stillet i bero på grund af uafklarede sager om statsstøtte.
- 8. april – Prinsesse Alexandra og Prins Joachim bliver skilt.
- 9. april – den engelske tronarving Prins Charles og Camilla Parker Bowles bliver viet på rådhuset i Windsor.
- 12. april – Helle Thorning-Schmidt vælges ved urafstemning til ny formand for Socialdemokraterne og afløser dermed Mogens Lykketoft. Hun fik 53 % af stemmerne
- 15. april – i Thailand afholdes en mindehøjtidelighed for ofrene for Tsunami-bølgen Anden Juledag. 200 pårørende til de danske ofre deltager sammen med statsministeren og kronprinsparret
- 18. april – Konklave til valg af ny pave indledes i Rom (115 katolske kardinaler fra 52 lande).
- 19. april – Det katolske konklave vælger den tyske kuriekardinal Joseph Ratzinger til ny pave. Ratzinger antager pavenavnet Pave Benedikt XVI
- 20. april – Italiens regeringschef Silvio Berlusconi har meddelt, at han træder tilbage. Grundlag: nederlag i regionsvalgene og en truende tillidsafstemning. Det forventes at han danner en ny regering med sig selv i spidsen.
- 21. april – Kongressen i Ecuador har besluttet at afsætte præsident Lucio Gutierrez efter flere dages demonstrationer.
- 22. april – Australske videnskabsfolk har opdaget et nyt meget stort koralrev, 100 km langt og mindst 100.000 år gammelt.
- 23. april – I Italien har Silvio Berlusconi dannet ny centrum-højre-regering, uden de store forandringer
- 24. april – Pave Benedikt 16. bliver formelt indsat som den katolske kirkes 265. pave
- 25. april – Det danske hof meddeler at Kronprinsesse Mary er gravid
- 25. april – Et japansk tog kører af skinnerne og ind i en ni etagers høj bygning, hvilket resulterer i Japans værste jernbaneulykke i de sidste 40 år
- 25. april – Bulgarien og Rumænien underskriver traktater om optagelse i EU
- 26. april – Syrien hævder at have trukket de sidste tropper ud af Libanon for at følge linjen i en FN-resolution. Denne begivenhed kaldes også for Cedertræsrevolutionen.
- 27. april – Airbus A380, verdens største passagerfly, et europæisk projekt, tog sin jomfrurejse i dag.
- 28. april – Villy Søvndal vælges som ny formand i SF.
- 28. april – Iraks parlament, har endelig – 3 måneder efter valget – godkendt en ny regering. Den er under ledelse af den shiamuslimske premierminister Ibrahim al-Jaafari. Tre vigtige ministerposter er dog kun midlertidigt besat.
- 28. april – Politiet i Kolding konkluderer i rapport, at fyrværkeriulykken i Seest d. 3. november 2004 var et hændeligt uheld
- 29. april – Syrien trækker sine sidste tropper ud af Libanon og afslutter dermed 29 års besættelse
- 30. april – Første foto af en planet i omløb om en anden stjerne end solen, en såkaldt exo-planet, er godkendt af forskerne.

### Maj
- 1. maj – Schweiz færdiggør verdens længste landtunnel, den 35 km lange Lötschberg tunnel i Alperne.
- 1. maj – Bornholmstrafikken indsætter de 2 nye færger M/F Dueodde og M/F Hammerodde på ruten Køge-Rønne
- 2. maj – For første gang nogensinde offentliggør kongehuset sit regnskab, der viser et overskud på 17 millioner kroner
- 3. maj – i historiske tilnærmelser åbner Kina op for deres interne rejseforbud for turister til Taiwan.
- 4. maj – Kirkeminister Bertel Haarder beslutter, efter pres fra baptister og andre, at bryde Folkekirkens monopol og oprette et centralt kontor til registrering af fødsler og dødsfald.
- 6. maj – Premierminister Tony Blair vælges som den første Labour-leder til en tredje periode trods tilbagegang for partiet.
- 8. maj – 60-årsdagen for VE-dag (Nazitysklands overgivelse) fejres i hele Europa.
- 10. maj – Armeret granat kastet mod Præsident Bush i Georgien, Tbilisi, detonerede ikke
- 10. maj – I Berlin, Tyskland, indvies et mindesmærke bestående af 2711 ens formede sorte stenstøtter til ære for Europas myrdede jøder under 2. verdenskrig
- 13. maj – Demonstration for demokrati, i den østlige provinshovedstad Andisjan, i den tidligere sovjetrepublik Usbekistan endte med blodig nedskydning, da militæret blev sat ind.
- 12. maj – En nylig opdaget 30 cm. lang gnaver fra Laos tilhører en hidtil ukendt pattedyr-familie. Lokalt kaldes den for en Kha-nyou.
- 13. maj – Den Demokratiske Republik Congo vedtager en ny forfatning. Der planlægges valg for første gang i 40 år.
- 18. maj – Parlamentet i Kuwait beslutter at give kvinder stemme- og opstillingsrettigheder.
- 19. maj – Ny abeart fundet i Tanzania (Lophocebus kipunji).
- 20. maj – Dansk filmhistorie i Cannes: Den uproducerede film, "Efter brylluppet" af Susanne Bier sælges til USA.
- 21. maj – Efter flere års strid, er der opnået enighed om oprettelsen af en 10.000 hektar stor dansk nationalpark i Mols Bjerge.
- 21. maj – Grækenland vinder årets udgave af Eurovision Song Contest med sangen "My Number One" af Helena Paparizou. Konkurrencen blev dette år afholdt i Kyiv, Ukraine.
- 22. maj – Den tyske forbundskansler Gerhard Schröder bebuder valg til efteråret, efter tilbagegang ved delstatsvalget i Nordrhein-Westfalen.
- 23. maj – De første mundtlige afgangsprøver for Folkeskolenns niendeklasser.
- 24. maj – EU-landene er nået til enighed om at øge udviklingsbistanden omkring 500 milliarder kr. om året svarende til 0,56 procent af landenes bruttonationalindkomst (BNI)
- 25. maj – Forskere bedømmer at Voyager I er nået væk fra heliosfæren og ud i det interstellare rum.
- 25. maj – Menneskeretsorganisationen Amnesty International kritiserer i sin årsrapport USA for at svigte løftet om at respektere menneskerettighederne af frygt for terror
- 28. maj – En dørmand fra spillestedet Rust i København dræber en ung mand og sårer en anden, da han føler sig truet og skyder mod en gruppe unge mænd med indvandrerbaggrund
- 29. maj – Folkeafstemningen i Frankrig om EU's forfatningstraktat bliver et klart nej.
- 29. maj – Der indledes parlamentsvalg i Libanon. Valget foregår over fire søndage, og er det første efter at Syrien har forladt landet.
- 31. maj – Washington Post bekræfter, at "Deep Throat", kilden bag afsløringen af Watergate-skandalen, er identisk med Mark Felt, daværende vicedirektør i FBI
- 31. maj – Frankrig får ny ministerpræsident, den tidl. indenrigsminister Dominique de Villepin
- 31. maj – Ejeren af det russiske olieselskab Yukos, Mikhail Khordorskovij, idømmes ni års fængsel for bedrageri og skatteunddragelse

### Juni
- 31. maj / 1. juni (midnat) – Atomkraftværket Barsebäck ved Øresund standser produktionen, og vil herefter blive nedlagt. Værket har været i drift siden 1975.
- 31. maj / 1. juni (midnat) – Sverige indfører rygeforbud. Der må herefter ikke ryges i restauranter, barer, pubber, diskoteker, cafeer og konditorier, hvor der serveres mad eller drikke.
- 1. juni – Folkeafstemningen i Holland om EU's forfatningstraktat bliver et meget klart nej.
- 2. juni – Israel frigiver 400 palæstinensiske fanger, som et led i den formelt stadig gældende våbenhvileaftale.
- 4. juni – 16 meter dyb sø ved den russiske by Bolotnikovo forsvundet på få timer. Kun mudder og et krater er tilbage [2].
- 5. juni – Befolkningen i Schweiz gav i en folkeafstemning et flertal på 55% for at slutte sig til Schengen-samarbejdet i EU. De tilslutter sig samtidig EU's asylregler.
- 6. juni – Storbritannien sætter forberedelserne til deres folkeafstemning om EU's forfatningstraktat i bero, indtil videre.
- 8. juni – Vestre Landsret stadfæster en dom fra Retten i Frederikshavn, hvor et webkamera blev anset for ulovlig overvågning af et offentligt område – i dette tilfælde Vesterø Havn på Læsø.
- 8. juni – Ukendte gerningsmænd sætter ild til integrationsminister Rikke Hvilshøjs bil, ved hendes hjem i Greve. I en e-mail der spores til en netcafé på Nørrebro i København, påtager Aktivistgruppen Grænseløse Beate sig skylden for brandstiftelsen.
- 9. juni – Den danske Wikipedia når 25.000 artikler – en enkelt dag før beregnet.
- 11. juni – Brøndby IF sikrer sig det danske mesterskab i fodbold for tiende gang. Det sker i den tredjesidste spillerunde da Herfølge besejres med hele 7-0.
- 11. juni – Finansministrene i G8-landene har besluttet at eftergive 18 af verdens fattigste lande en samlet gæld på 40 milliarder dollar (244 milliarder kroner). Flere lande ventes at komme med i ordningen.
- 13. juni – En jury frikender sangeren Michael Jackson for alle ti anklagepunkter om seksuelle overgreb. Juryen har voteret i 30 timer over de sidste syv dage.
- 16. juni – Anders Fogh Rasmussen meddeler at den danske EU-afstemning bliver udskudt i mindst et år. Det sker efter at de 25 EU-lande har besluttet at tage et års tænkepause.
- 17. juni – Dyb krise i EU efter at forhandlingerne om budgettet brød sammen på EU-topmødet i Bruxelles. Sammenbruddet kom efter grundlæggende uenighed om fordelingen af byrderne, landene imellem, – og især utilfredshed med den stigende britiske rabat på betalingerne.
- 17. juni – Steen Skovsgaard, provst i Århus Vestre Provsti, vælges til ny biskop for Lolland-Falsters Stift. Han vil blive indsat 11. september i Maribo Domkirke.
- 18. juni – Politiet løslader en 34-årig mand, der siden 11. juni har siddet varetægtsfængslet i isolation, sigtet for brandattentatet på integrationsminister Rikke Hvilshøj. Grunden til løsladelsen er at flere vidner har underbygget mandens alibi.

- 19. juni – Margrethe 2., Prins Henrik, Kronprins Frederik og Kronprinsesse Mary ankommer til Færøerne. Det kongelige besøg varer til torsdag[3].
- 19. juni – Tom Kristensen sætter rekord med sin syvende sejr i Le Mans, hvoraf de seks seneste har været på stribe.
- 22. juni – Departementschef i statsministeriet Nils Bernstein udnævnes til direktør for Nationalbanken. Han skal 1. november afløse Bodil Nyboe Andersen.
- 25. juni – Den ultrakonservative Mahmoud Ahmadinejad blev med stort flertal valgt til ny præsident i Iran.
- 27. juni – En dom fra den amerikanske højesteret fastslår at firmaer, der fremstiller fildelingsprogrammer, er ansvarlige for den ulovlige kopiering, der foregår ved hjælp af disse programmer.
- 29. juni – USA har ingen planer om at forlade Irak foreløbig, sagde præsident George W. Bush i en tale på en militærbase i North Carolina.
- 30. juni – Dansk Institut for Internationale Studier præsenterer en udredning i fire bind med titlen: Danmark under den kolde krig. Den sikkerhedspolitiske situation 1945-1991.
- 30. juni – Kæmpemalle på 293 kg fanget i Mekong-floden [4].

### Juli
- 2. juli – Millioner af mennesker fulgte 10 gratis Live 8-rockkoncerter, der blev afholdt rundt i verden, som en del af en kampagne ved navn Make Poverty History –  Gør fattigdom til historie.

- 5. juli – USA's præsident George W. Bush besøger kortvarigt Danmark på vej til G8-topmødet.
- 6. juli – London vælges som værtsby for Sommer-OL i 2012.
- 6. juli – Europaparlamentet nedstemmer med et stort flertal (648 mod 14) direktivet om patentering af software, efter flere års debat.

- 7. juli – Terrorangreb i det centrale London. Undergrundsnettet var standset, mindst 50 omkomne og mange tilskadekomne, herunder udlændinge.
- 11. juli – 10-års dagen for Srebrenica-massakren, hvor tusindvis af bosniske drenge og mænd blev myrdet
- 13. juli – Legokoncernen sælger sine Legolandparker til Blackstone Capital Partners for 2,8 milliarder kroner
- 20. juli – USA's præsident George Bush vil ophæve et forbud mod eksport af atomteknologi til Indien, hvilket tolkes som en anerkendelse af Indien som atommagt.
- 21. juli – Et nyt terrorangreb i London mislykkes da detonatorerne ikke udløser bomberne. Britisk politi iværksætter en storstilet eftersøgning af de formodede gerningsmænd.
- 22. juli – Den russiske atletikkvinde Jelena Isinbajeva sætter verdensrekord i stangspring på 5,00 m ved London Super Grand Prix.
- 22. juli – Britisk politi dræber med otte skud en brasiliansk mand, der fejlagtigt blev mistænkt for at være en af bombemændene bag det mislykkede terrorangreb den 21. juli i London.
- 23. juli – 88 blev dræbt og op mod 200 blev såret ved et bombeattentat i den egyptiske turistby Sharm el-Sheikh på Sinaihalvøen. Tre bomber, formentlig bilbomber, eksploderede næsten samtidigt.
- 24. juli – Den amerikanske cykelrytter Lance Armstrong vinder cykelløbet Tour de France for syvende gang i træk.
- 27. juli – Britisk politi arresterer en af de formodede bombemænd bag det mislykkede terrorangreb den 21. juli i London.
- 28. juli – Den katolske irske undergrundshær, IRA meddeler at de indstiller den væbnede kamp og vil destruere deres våbenlagre. De vil fortsat arbejde for et forenet Irland, med kun med fredelige midler.
- 29. juli – Opdagelsen af solsystemets mulige tiende planet Eris offentliggøres. Objektet får siden hen betegnelsen "dværgplanet."
- 29. juli – Opdagelsen af en ny stor småplanet i Kuiper-bæltet med navnet Haumea med øgenavnet julemanden bliver offentliggjort.
- 29. juli – Britisk og italiensk politi arresterer fire formodede bombemænd bag det mislykkede terrorangreb den 21. juli i London.

### August
- 1. august – En ny gymnasiereform træder i kraft i Danmark.
- 3. august – Mauretaniens præsident Maaouya Ould Taya afsættes ved et militærkup.
- 9. august – Undervisningsministeriet meddeler, at den kristne friskole Samuelskolen i Rødovre vil miste sit statstilskud med udgangen af oktober.
- 12. august – 120 meter højt vandfald (Whiskeytown Falls) officielt genopdaget efter 40 år, i et fjernt hjørne af Whiskeytown National Recreation Area. Nu er der lavet stier, så man kan komme til det.[5]
- 13. august – Sri Lanka erklæret i undtagelsestilstand, efter at landets udenrigsminister Lakshman Kadirgamar dagen før dræbes af en snigskytte.
- 16. august – Broder Roger, schweizisk-fransk munk, dræbes, 90 år gammel.
- 18. august – Den nye Amager Strandpark åbner officielt. Det fejres med fire stranddage med forskellige aktiviteter.
- 18. august – En massiv strømafbrydelse finder sted på den Indonesiske ø Java. Op mod 100 millioner mennesker menes at være berørt
- 22. august – Israel afslutter rømningen af bosættelserne i Gazastriben.
- 27. august – Tredje udgave af Copenhagen International Film Festival uddeler sine Golden Swan-priser i Cirkusbygningen i København. Den fransk-israelske film Live and Become vinder juryens førstepris.
- 27. august – Luciano Pavarotti giver koncert i Augustenborg Slotspark for 8000 gæster sammen med Sønderjyllands Symfoniorkester; det er hans sidste koncert i Danmark.
- 29. august – Orkanen Katrina rammer USA's golfkyst.
- 30. august – 80% af New Orleans, USA, står under vand pga. en bristet dæmning. Der rapporteres om mange døde.

### September
- 7. september kl. 19.40 – Kæmpe soludbrud (styrke X17) er det femtestørste siden 1976 og forårsager HF-blackout (kortbølgebåndet) i Nordamerika og Sydamerika [6].
- 7. september – Vandstanden i det oversvømmede New Orleans er omsider begyndt at falde. Borgmester Ray Nagin har beordret en tvangsevakuering af de godt 10.000 borgere, der stadig befinder sig i byen, og samtidig vokser kritikken af den langsomme hjælpeindsats.
- 12. september – Sjette udgave af børne- og ungdomsfilmfestivalen BUSTER åbner for en uges omfattende film- og aktivitetsprogram i København.
- 13. september – Efter det norske stortingsvalg, hvor venstrefløjen i en rød-grøn alliance går stærkt frem og vinder 87 mandater mod den borgerlige fløjs 82, indleder den nu forhandlinger om regeringsdannelse.
- 14. september – Robert Wise, amerikansk instruktør af film som West Side Story og The Sound of Music, dør 91 år gammel.
- 15. september – Norges kommende statsminister, Jens Stoltenberg, meddeler, at Norge vil trække alle sine soldater hjem fra Irak.
- 15. september – Fyrværkerimarked eksploderer i Mexico.
- 16. september – Grønlands landstingsformand, Hans Enoksen, udskriver valg til Grønlands landsting efter sammenbrudte finanslovsforhandlinger.
- 18. september – Valget til den tyske forbundsdag giver et uklart resultat med tilbagegang for regeringspartierne Socialdemokratiet (SPD) og de Grønne, men også for de kristelige demokrater CDU/CSU, som dog bliver største parti. Det liberale FDP og venstrepartiet Die Linke går frem. Der forestår vanskelige regeringsforhandlinger.
- 18. september – Parlamentsvalget i Afghanistan får god tilslutning og betragtes som roligt trods spredte voldsepisoder. Resultatet ventes først om 3 uger.
- 21. september – anden sæson af Lost starter i USA.
- 23. september – Vinterhalvåret på den nordlige halvkugle begynder. Efterårsjævndøgnet indtræffer klokken 00:23, så dag og nat over hele jorden er omtrent lige lange: 12 timer hver
- 24. september – Den atlantiske orkan Rita rammer USA's kyst i Texas og Louisiana.
- 28. september – Omkring denne dato offentliggøres det, at en kæmpeblæksprutte den 30. september 2004 efter tre års ekspeditioner for første gang blev fotograferet i sine naturlige omgivelser.
- 29. september – Den tyske supermarkedskæde Lidl holder sit indtog i Danmark ved at åbne 13 butikker på én gang.
- 30. september – Morgenavisen Jyllands-Posten offentliggør de 12 muhammed-tegninger i forbindelse med en artikel om ytringsfrihed.

### Oktober
- 1. oktober – En dansk soldat bliver dræbt og to alvorligt kvæstet af en bombe i vejkanten i Basra i det sydlige Irak.
- 1. oktober – En serie terrorbomber spreder død og ødelæggelse i tre turistbyer på Bali i Indonesien. Der meldes om mindst 26 omkomne.
- 2. oktober – Krav om granskning af Cheminova-forsøg, hvor virksomheden lod mennesker spise insektgift[7].
- 3. oktober – Nobelprisen i medicin for 2005 deles mellem australierne Barry J. Marshall og J. Robin Warren for deres forskning i årsagerne til mavesår.
- 3. oktober – Solformørkelse der set fra Danmark begynder omkring klokken 10:05, er maksimal (45 % efter diameter) omkring klokken 11:10 og slutter omkring klokken 12:20[8].
- 5. oktober – Svenskeren Thommas Hammarberg vælges til ny menneskerettighedskommisær for Europarådet.
- 7. oktober – Den norske Nobelkomite giver Nobels fredspris til Mohammed El-Baradei, generaldirektør for Det Internationale Atomenergiagentur, IAEA.
- 8. oktober – Et voldsomt jordskælv rammer det sydlige Asien. Det nordlige Pakistan og Kashmir-området er hårdest ramt, og 30.000 mennesker frygtes omkommet
- 9. oktober – Rygning bliver forbudt i britiske tog.
- 10. oktober – Angela Merkel (CDU) bliver Tysklands ny forbundskansler, i en koalitionsregering med socialdemokraterne, der til gengæld får 8 ud af 14 ministerposter.
- 11. oktober – 24 danskere stævner statsminister Anders Fogh Rasmussen for grundlovsbrud i forbindelse med indledningen af krigen i Irak
- 13. oktober – De første forekomster af den farlige H5N1 fugleinfluenza virus bekræftes fra fugle fundet i Tyrkiet, der dermed udgør de første fund i Europa
- 13. oktober – Omkring 60 oprørere og hen mod 20 politi- og militærfolk dør i hovedstaden Naltjik i den russisk-kaukasiske republik Kabardino-Balkarien under et angreb, udført af tjetjenske oprørere.
- 15. oktober – Kronprinsesse Mary føder klokken 01:57 en velskabt søn, Danmarks nye tronarving Prins Christian Valdemar Henri John. Fødslen foregår på Rigshospitalet i København.
- 15. oktober – Irak har afholdt folkeafstemning om en ny forfatning. De første oplysninger fra valgkommissionen melder om en deltagelse på godt 61 procent af de 15,5 millioner stemmeberettigede vælgere. Der er forholdsvis få voldsepisoder i forbindelse med afstemningen
- 17.oktober – Den nye pave, Benedikt 16. giver sit første interview til tv
- 19. oktober – Retssagen mod Iraks tidligere diktator Saddam Hussein starter.
- 19. oktober – FN opfordrer verdens regeringer til at udpege ministre for fugleinfluenza, idet man anser det for biologisk uundgåeligt at det udvikler sig til en pandemi [9]
- 22. oktober – Ved et flystyrt i Nigeria omkommer alle 117 ombordværende
- 23. oktober – Ved Aalborg Portland udbryder sidst på dagen en brand på affaldsplads med træ, pap, papir og PVC-fri plast. Branden, der er så voldsom, at brandvæsnet opgiver at slukke den, varer fem dage.
- 23. oktober – Det polske præsidentvalg gennemføres. Exit polls viser, at den konservative Lech Kaczyński bliver præsident.
- 24. oktober – Ben Bernanke er udpeget til posten som chef for centralbanken i USA efter Alan Greenspan, som fratræder 31. januar 2006 efter 18 år på posten.
- 24. oktober – Australske Macquarie får med et bud på Københavns Lufthavne A/S kursen til at stige med 24%.
- 25. oktober – Resultatet af folkeafstemningen om Iraks ny forfatning er, at den er vedtaget med et stort flertal på 78% af de afgivne stemmer. Samtidig passerer antallet af dræbte amerikanske soldater i Irak 2000.
- 25. oktober – EF-domstolen afgør, at feta-ost er en oprindelsesbetegnelse, som kun Grækenland må benytte.
- 25. oktober – flere fødevareregioner har kontrolleret fedtprocenten i hakket kød og i 102 af 302 prøver fundet både små og store overskridelser
- 27. oktober – Optøjer i Paris efter to muslimske teenageres død
- 28. oktober – Dick Cheneys stabschef Levis "Scooter" Libby sigtes for at have afgivet falsk vidneforklaring og for at forhindre rettens arbejde i Valerie Plame-sagen. Levis Libby træder omgående tilbage.
- 30. oktober – Bodil Kornbek vælges til formand for Kristendemokraterne. Hun og en stor del af partiet mener, at næste folketingsvalg vil blive afgørende – opnås ikke valg, vil kræfterne ebbe ud.
- 30. oktober – Frauenkirche i Dresden bliver genindviet.

### November
- 1. november – Bodil Nyboe Andersen træder tilbage fra sin stilling som nationalbankdirektør og afløses af Nils Bernstein.
- 1. november – Det demokratiske parti i Washington kræver en udvidet undersøgelse iværksat af, om Bush-regeringen manipulerede med efterretningsrapporter for at skaffe sig et alibi for at gå i krig i Irak. Senatet lukkes for alle andre end senatorer i to timer, efter at demokraterne havde påberåbt sig anvendelsen af en regel brugt 53 gange siden 1929.
- 1. november – ToldSkat og de kommunale Skatteforvaltninger og Inddrivelsesafdelinger fusionerede ved en virksomhedsoverdragelse, og kommunerne blev pålagt at etablere Borgerservicebutikker. Iflg. regeringen ville det lette borgerne, idet de dermed fik "een indgang til det offentlige".
- 2. november – DR fyrer 27 medarbejdere, heriblandt den prisbelønnede dokumentarjournalist Lars Engels. Reelt er der talte om en nedskæring på 100 stillinger, da en del har valgt frivillige fratrædelsesordninger, og andre er blevet omplaceret.
- 2. november – Det officielle dødstal efter jordskælvet i Pakistan har passeret 73.000 og ventes at stige yderligere. Vinteren sætter snart ind i de uvejsomme bjergegne hvor over 3 millioner mennesker er blevet hjemløse. Et lyspunkt er dog at grænsen til Indien omsider er blevet åbnet, hvilket kan lette transporten af nødhjælp.
- 4. november – En arbejdsgruppe under regeringen fremlægger 49 forslag til en styrkelse af terrorberedskabet, herunder bl.a. øget videoovervågning, eliminering af brugen af taletidskort samt aflytning (telescanning) af hele områder.[10]
- 5. november – Tidligere Nationalbankdirektør Bodil Nyboe Andersen bliver præsident for Dansk Røde Kors.
- 8. november – Elleve nætters uroligheder i Frankrig, herunder Paris og omegn, kræver sit første dødsoffer. Urolighederne betegnes som de værste siden ungdomsoprøret i 1968
- 8. november – Australsk politi hævder at have afsløret og arresteret en terrorcelle fra Sydney og Melbourne, der hævdes ledet af den algerisk-fødte Abdul Nacer Benbrika
- 9. november – Tre bomber sprænges i Jordans hovedstad, Amman og 57 dør. Terrornetværket Al-Qaida har sidenhen taget skylden for angrebet, der betragtes som en terrorhandling.
- 9. november – Den engelske premierminister Tony Blair taber en afstemning i underhuset om en ny terrorlov. En lov, der blandt andet gav mulighed for at fængsle terrormistænkte i op til 90 dage uden sigtelse.
- 10. november – Undersøgelsesresultater af "Godzilla"-lignende fossilfund offentliggøres. Søuhyret er navngivet Dakosaurus andiniensis[11].
- 11. november – På grund af kommunalreformen forventer kommunerne at skulle bruge op til 4 milliarder kroner på sammenlægningen. Da regeringen kun er villig til at låne kommunerne 1 milliard, er kommunerne tvunget til at spare og gennemføre serviceforringelser.
- 11. november – Ellen Johnson-Sirleaf vinder over George Weah i anden valgrunde af præsidentvalget i Liberia. Hun bliver den første kvindelige præsident i Afrika.
- 14. november – Sky Radio leverer ved midnat sin sendetilladelse til den landsdækkende den femte jordbaserede FM-radiokanal tilbage efter tvivl om den lovede dækning på FM-nettet.
- 15. november – Socialdemokraterne vinder borgmesterposterne i 3 af de 4 største byer ved kommunalvalget.
- 17. november – EU-parlamentet godkender en udgave af kemikalie-reformen REACH, og sender den videre til Ministerrådet. Tyskland har imidlertid bedt om en udsættelse på ubestemt tid i forhold til reformens endelig vedtagelse.
- 22. november – Angela Merkel fra CDU bliver forbundskansler i Tyskland.
- 25. november – Partierne Siumut, Inuit Ataqatigiit og Atassut offentliggør den koalitionsaftale, der er grundlaget for de næste fire års politiske arbejde i den landsstyrekoalition, de tre partier har dannet efter valget til Grønlands Landsting den 15. november.
- 30. november – TDC's bestyrelse anbefaler aktionærerne at tage imod et tilbud om at sælge deres aktier for 76 milliarder kroner til fem internationale kapitalfonde.

### December
- 1. december – Grønlands Landsting konstituerer sig og godkender dermed det dannede landsstyre efter valget 15. november 2005, der består af partierne Siumut, Inuit Ataqatigiit og Atassut. Hans Enoksen fra Siumut fortsætter som landsstyreformand.
- 2. december – Et fundamentalistisk islamisk parti i Pakistan har udlovet en dusør på 50.000 kr. til dem der slår Muhammed-tegnerne fra Jyllands-Posten ihjel.
- 3. december – Norges kronprinsesse Mette-Marit føder en dreng. Den lille prins (som kommer til at hedde Sverre Magnus) bliver nummer tre i arvefølgen til den norske trone efter sin far, kronprins Haakon, og storesøster, prinsesse Ingrid Alexandra.
- 4. december – Som den tredje efter kommunalvalget 15. november forlader Winnie Berndtson den socialdemokratiske gruppe i Københavns Borgerrepræsentation og bliver løsgænger. Dermed står Socialdemokraterne til at miste en af sine borgmesterposter.
- 5. december – Kabalen efter kommunalvalget i København går op, da Borgerrepræsentationen afslutter konstitueringen. Den konservative Mogens Lønborg får posten som sundhedsborgmester, der ellers i første omgang tilfaldt Socialdemokraterne
- 7. december – den eftersøgte kroatiske general Ante Gotovina anholdes af spansk politi på Tenerife, og bliver senere udleveret til FNs krigsforbryderdomstolen i Haag
- 7. december – Velfærdskommissionen præsenterer 43 forslag til en sikring af velfærdssamfundet i fremtiden. Modtagelsen blandt partier og organisationer er meget blandet.
- 9. december – FN’s klimakonference i Montreal nåede til enighed om at forlænge Kyoto-aftalen, dog stadig uden deltagelse af USA
- 10. december – Et oliedepot springer i luften nord for London, Storbritannien
- 13. december – Stanley "Tookie" Williams henrettes i Californien, USA, efter guvernør Arnold Schwarzenegger endeligt har afvist at omstøde dødsdommen.
- 15. december – Valgdeltagelsen til parlamentsvalget i Irak var omkring 70 %. Valget forløb relativt roligt og resultatet ventes om et par uger.
- 28. december – Giove A satellitten sendes i kredsløb om jorden og bliver derved den første i en række satellitter, som skal skabe et civilt GPS net.
- 29. december – Danmark rammes af en landsdækkende snestorm, en bliver trafikdræbt på Fyn.

## Født
- 26. juni – Prinsesse Alexia af Nederlandene og Oranien-Nassau, hollandsk prinsesse
- 15. oktober – Kronprins Christian af Danmark, dansk kronprins.
- 3. december – Sverre Magnus, norsk tronarving

## Sport
- 14. januar – Den spanske fodboldklub Real Madrid præsenterer sit nyeste spillerindkøb, danskeren Thomas Gravesen, som de næste tre et halvt år skal spille med nummer 16 på ryggen
- 9. februar – Danmark taber VM-kvalifikationskampen mod Grækenland med 2-1. Målscorerne blev for Grækenland: T. Zagorakis og A. Bassinas. Danmarks enlige målscorer blev Dennis Rommedahl.
- 13. februar – Danmark taber, i ishockey, til Schweiz med 2-4 og kommer dermed ikke med til vinter-OL næste år
- 10. april – Tom Boonen vinder Paris-Roubaix
- 1. maj – Lionel Messi bliver den yngste til at score i Fc. Barcelona nogensinde
- 25. maj – Liverpool F.C. bliver europamestre, dvs. vinder af UEFA Champions League, for femte gang efter sejr over AC Milan
- 26. maj – FC København vinder den første Royal League ved at besejre IFK Göteborg med en finalesejr på 13-12 efter straffespark (1-1 efter ordinær kamp)
- 14. juni – Asafa Powell sætter ny verdensrekord i 100 meter løb i Athen med 9,77 sekunder
- 19. juni – Tom Kristensen sætter rekord med sin syvende sejr i Le Mans, hvoraf de seks seneste har været på stribe
- 10. juli – Den danske bjergcykelrytter Michael Rasmussen vinder 9. etape af Tour de France
- 12. august – Den russiske kvinde Jelena Isinbajeva sætter verdensrekord i stangspring på 5,01 meter ved verdensmesterskaberne i atletik i Helsingfors
- 14. august – Paula Radcliffe blev verdensmester i maratonløb (2.20,57) ved verdensmesterskaberne i Helsingfors
- 15. august – Mette Schmeltz Pedersen er Danmarks første kvindelige verdensmester i svæveflyvning
- 26. oktober – Chicago White Sox vinder World Series, den sidste runde af baseballs slutspil, over Houston Astros

## Musik
- 18. februar – Den amerikanske rockstjerne Kid Rock er sigtet for vold. Ofret er Jerry Campos
- 20. februar – Sanne Salomonsen synger sig i finalen i det svenske Melodi Grand Prix med sangen Higher Ground.
- 22. oktober – Det Europæiske Melodi Grand Prix fejrer 50 års jubilæum med en kæmpekoncert i Forum i København, hvor ABBA's "Waterloo" fra 1974 kåres til alle tiders vinder
- 21. december – Elton John og hans mangeårige partner, David Furnish, indgår registreret partnerskab

### Amerikanske udgivelser
- 3. marts – 50 Cent: The Massacre
- 7. juni – The Black Eyed Peas: Monkey Business
- 30. august – Kanye West: Late Registration
- 6. december – Eminem: Curtain Call

### Australske udgivelser
- 1. februar – Kylie Minogue: Ultimate Kylie

### Britiske udgivelser
- 1. marts – Judas Priest: Angel of Retribution
- 23. maj – Gorillaz: Demon Days
- 6. juni – Coldplay: X & Y
- 4. oktober – John Lennon: Working Class Hero – The Definitive Lennon
- 1. november – Kate Bush: Aerial

### Danske udgivelser
- 12. marts – Poul Ruders: Proces Kafka[12]
- 2. maj – Shu-bi-dua: Shu-bi-dua 18
- 23. maj – D-A-D: Scare Yourself
- 10. august – Sønderjyllands Symfoniorkester: Sergei Prokofiev: 5 klaverkoncerter, dirigeret af Niklas Willén, solist Oleg Marshev (Danacord).
- 26. august – Jon: Today Is a Good Day (To Fall in Love)
- 5. september – Kitty Wu: Knives and Daggers
- 12. september – L.O.C: Cassiopeia
- 19. september – Mew: And the Glass Handed Kites
- 26. september – Anna David: Anna David
- 26. september – Magtens Korridorer: Friværdi
- 7. november – TV-2: De første kærester på månen
- Nice Little Penguins Hits, News & Live

### Grammy Awards
- Record of the Year: John Burk (producer), Terry Howard, Al Schmitt (engineers/mixers), Ray Charles & Norah Jones for "Here We Go Again"
- Album of the Year: John Burk, Don Mizell, Phil Ramone, Herbert Waltl (producere), Terry Howard (producer & engineer/mixer), Robert Fernandez, John Harris, Pete Karam, Joel Moss, Seth Presant, Al Schmitt, Ed Thacker (engineers/mixers), Robert Hadley, Doug Sax (mastering engineers), Ray Charles & diverse kunstnere for Genius Loves Company
- Song of the Year: John Mayer for "Daughters"
- Best New Artist: Maroon 5

### Danish Music Awards
- Årets Danske Album: Nephew – USA DSB
- Årets Danske Gruppe: Nephew
- Årets Nye Danske Navn: Burhan G
- Årets Danske Sanger: Claus Hempler
- Årets Danske Hit: Nephew – Movie Klip

### Melodi Grand Prix
- Dansk vinder: Jakob Sveistrup: Talking To You
- 21. maj – International vinder: Helena Paparizou: My Number One

## Bøger
- Boghandlernes gyldne laurbær. Christian Jungersen: Undtagelsen (roman)
- Irshad Manji – Problemet med islam, debatbog om islam.
- 16. juli – J. K. Rowling – Harry Potter og Halvblodsprinsen, børne og ungdomsbog. Nr. 6 i serien
- Stig Tøfting – No Regrets, Biografi om karriere samt privatliv.
- Stephenie Meyer – Tusmørke, børne og ungdomsbog. Nr. 1 i sagaen.

## Nobelprisen
- 13. oktober – Nobelprisen i litteratur går i år til den 75-årige engelske dramatiker Harold Pinter

## Film
- 19. maj – Star Wars: Revenge of the Sith havde verdenspremiere
- 29. juni – skuespillerne Jennifer Garner og Ben Affleck indgår ægteskab på en af de caribiske øer, Turks- og Caicosøerne
- Carmen in Kayelitsha. Sydafrikansk film, er vinder af Guldbjørnen på Berlinalen
- Million Dollar Baby bliver ved Oscar-festivalen kåret som årets bedste film
- Harry Potter og Flammernes Pokal kommer i biograferne i November
- Løven, heksen og garderobeskabet, som er filmatiseringen af C.S. Lewis' bogserie, får premiere den 25. december
- Nyindspilning af King Kong kommer i biograferne i december.
- Disney begynder i sammenarbejde med The Baby Einstein Company at producere serien Små Einsteins